# Сергеевка (Новотроицкая поселковая община)
Сергеевка (укр. Сергіївка) — село в Новотроицкой поселковой общине Генического района Херсонской области Украины. Почтовый индекс — 75351. Телефонный код — 5548. Код КОАТУУ — 6524483801.

## История
Первые исторические упоминания о поселении приходятся на период расцвета Крымского ханства. Тогда кочующие татары основали здесь аул Кульчи. Впоследствии царская власть начала заселять Присивашье, в основном, бывшими каторжниками. Позже к ним присоединили казаки и люди, которые искали свободные земли. В 1883 году местные жители решили построить в деревне церковь. Первый камень храма заложили в день святого Сергия, отсюда пошло и название села — Сергеевка. Первую школу построили в 1914 году. С 1932 по 1941 годы в Сергеевке функционировал колхоз «3-й решающий». 14 сентября 1941 года село было оккупировано немецкими войсками. Освободили населенный пункт 1 ноября 1943 года.

## Население
Население по переписи 2001 года составляло 1042 человека.